# لولیکون

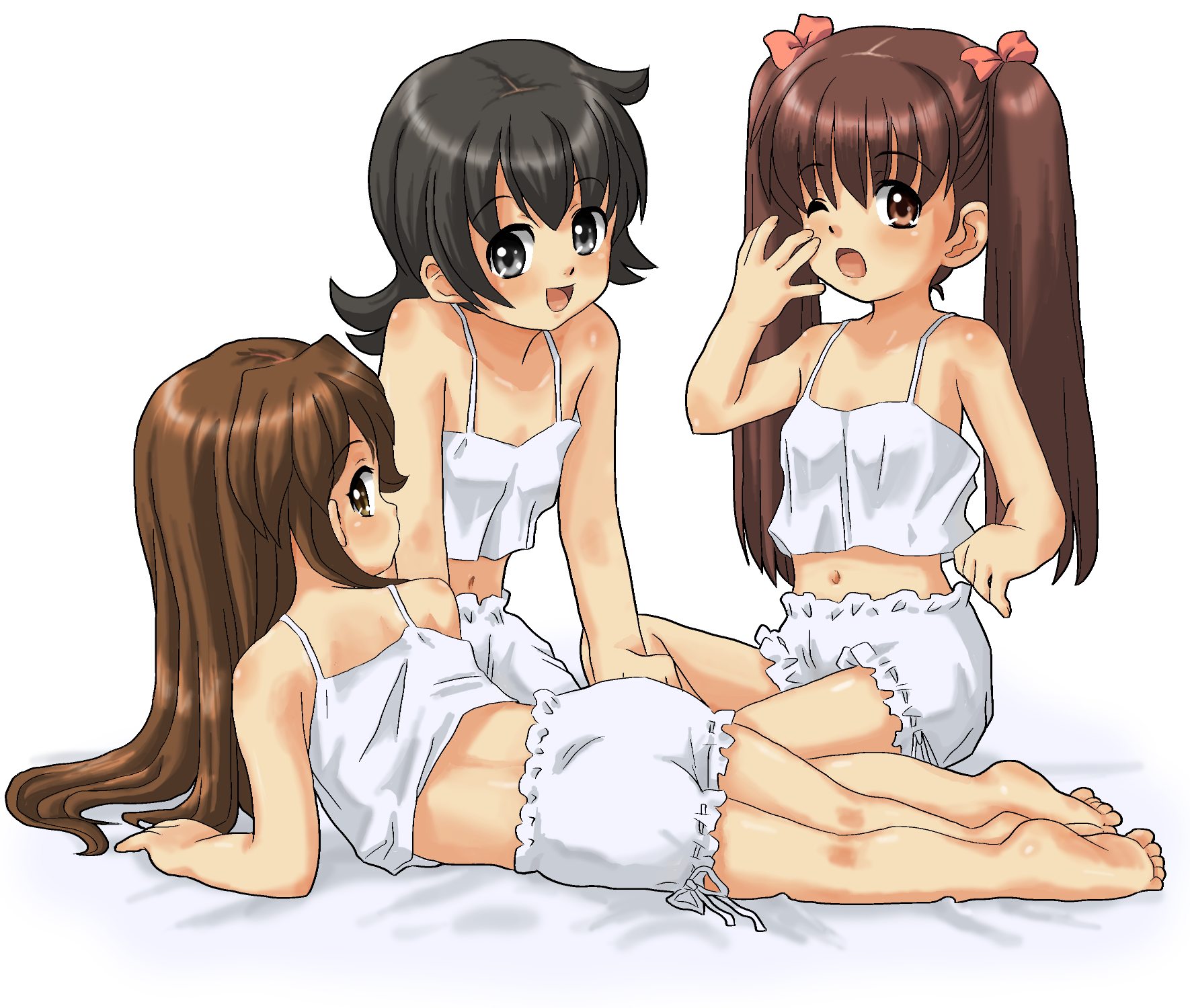
هنر لولی‌کون ترکیبی از ویژگی‌های کودکانه همراه با زمینه‌ای شهوانی است.

لولی‌کون یا لالی‌کن (به ژاپنی: ロリコン) واژه‌ای برای توصیف نوع خاصی از شخصیت بچه‌خواهی است که تمرکز آن بر دختران جوان یا زیر سن قانونی است و اغلب در رسانه‌های ژاپنی یافت می‌شود. این واژه همچنین برای توصیف مانگا، انیمه یا بازی‌های ویدئویی مورد استفاده قرار می‌گیرد که دارای ویژگی‌هایی از جمله شخصیت‌های زیر سن قانونی در شرایط و موقعیت‌های جنسی و گاهی توأم با خشونت هستند. مانگا و انیمه لالی‌کن به سبکی گفته می‌شود که در آن شخصیت‌های مؤنث کودکانه اغلب به شکلی جذاب و شهوانی به تصویر کشیده می‌شوند. این نام برگرفته از رمان «لولیتا» اثر نویسنده روسی-آمریکایی ولادیمیر نابوکوف است که در آن مردی میانسال وارد رابطه جنسی با دختری دوازده ساله می‌شود، در حالی که «کن» کوتاه شده واژه کامپلکس است. اصطلاح لالی‌کن از طریق اثر شبه روان‌شناسی «The Lolita Complex» نویسنده آمریکایی، راسل ترینر وارد واژه‌شناسی ژاپنی شد. معادل این واژه برای مخاطبان مذکر با عنوان شوتاکون، به معنی پسر جوان می‌باشد.